# Vicki Baum
Vicki Baum (egentligen Hedwig Baum), född 24 januari 1888 i Wien, död 29 augusti 1960 i Hollywood, var en österrikisk-amerikansk författare.

## Biografi
Vicki Baum växte upp i Wien och studerade musik vid musikkonservatoriet och var utbildad harpist. Hon gifte sig första gången 1906 med en journalist. Äktenskapet blev kortvarigt, och efter skilsmässan flyttade hon till Tyskland, spelade i en orkester och arbetade som musiklärare i Darmstadt. År 1916 gifte hon sig med dirigenten Richard Lert. Hon gav upp sin egen musikkarriär för att följa honom på hans resor. År 1926 bodde hon i Berlin och arbetade som redaktör för Ullstein-Verlag.
Vicki Baums genombrott som författare var med Människor på hotell. Hon omarbetade romanen till en pjäs och den blev 1932 filmatiserad som Grand Hotel med bland andra Greta Garbo. Baums böcker var bästsäljare och flera blev filmatiserade. Hjältinnan är ofta en så kallad "ny kvinna" enligt den tiden, det vill säga självständig och självförsörjande som i debutromanen Helene Willfüer, kemist, utgiven 1930. För alla huvudpersonerna spelar dock kärleken den största rollen.
Eftersom Vicki Baum var judinna lämnade hon Tyskland 1932. Hennes debutroman om den självständiga kemistuderande Helene Willfüer brändes demonstrativt av nationalsocialister under de omfattande bokbålen runt om i Nazityskland våren och sommaren 1933. Samma bok filmatiserades 1956 i Västtyskland av filmaren Rudolf Jugert. Vicki Baum blev amerikansk medborgare 1938, och hennes senare böcker skrevs på engelska. Hennes memoarer Allt var annorlunda utgavs postumt.

## Böcker på svenska
- Helene Willfüer, kemist (översättning Signe Bodorff, Bonnier, 1930) (Stud. chem. Helene Willfüer)
- Människor på hotell (översättning Gerda Marcus-Fall, Bonnier, 1930) (översättning Eva Larsson, B. Wahlström, 1977) [senaste utgåva 1988] (Menschen im Hotel)
- Det hände i Lohwinckel ... (översättning Gerda Marcus-Fall, Bonnier, 1931) (Zwischenfall in Lohwinkel)
- Han: en glad roman om kärlek och svält (översättning Gerda Marcus-Fall, Bonnier, 1931)
- Passion (översättning Gerda Marcus-Fall, Bonnier, 1933) (Eingang zur Bühne)
- Inga hemligheter: en roman från Hollywood (översättning Gerda Marcus, Bonnier, 1934 (Leben ohne Geheimnis)
- Det kan inte männen förstå (översättning Gerda Marcus, Bonnier, 1935) (Das grosse Dreimaleins)
- Kärlek och död på Bali (översättning Louis Renner, Bonnier, 1938 (Liebe und Tod auf Bali)
- Den stora realisationen (översättning Birgitta Hammar, Bonnier, 1939) [senaste utgåva 1979] (Das grosse Ausverkauf)
- Hotell Shanghai (översättning Lisbeth och Louis Renner, Bonnier, 1940) [senaste utgåva 1971] (Hotel Shanghai)
- Den stora pausen (översättning Einar Thermænius, Bonnier, 1941) (Die grosse Pause)
- Skeppet och stranden (översättning Einar Thermænius, Bonnier, 1942) [senaste utgåva 1977] (The ship and the shores)
- Marion lever (översättning Lisbeth och Louis Renner, Bonnier, 1943) [senaste utgåva 1977] (Marion alive)
- Det gråtande trädet (översättning Lisbeth och Louis Renner, Bonnier, 1944) (The weeping wood)
- Hotell i Berlin (översättning Lisbeth och Louis Renner, Bonnier, 1945) [senaste utgåva 1987] (Berlin hotel)
- Inteckning i livet (översättning Lisbeth och Louis Renner, Bonnier, 1947) [senaste utgåva 1977] (Mortgage on life)
- Flygfärd mot ödet (översättning Knut Stubbendorff, Bonnier, 1948) (Schicksalsflug)
- Den huvudlösa ängeln (översättning Torsten Blomkvist, Bonnier, 1949) [senaste utgåva 1977] (Headless angel)
- Karriär (översättning Josef Almqvist, B. Wahlström, 1952) (Die Karriere der Doris Hart)
- Varning för rådjur (översättning Britte-Marie Bergström, Bonnier, 1952) [senaste utgåva 1977] (Danger from deer)
- Senapskornet (översättning Britte-Marie Bergström, Bonnier, 1954) (The mustard seed)
- Flod och flamma (översättning Lisbeth Renner, Bonnier, 1957) [senaste utgåva 1978] (Tiburon)
- Ballerina (översättning Lisbeth Renner, Bonnier, 1959) [senaste utgåva 1977] (Theme for ballet)
- Allt var annorlunda: minnen (översättning Håkan Bergstedt (dvs. Nils Holmberg, Bonnier, 1963) (Es war alles ganz anders)

## Filmatiseringar (urval)
- 1932 Grand Hotel, regisserad av Edmund Goulding
- 1934 Lac-aux-dames, regisserad av Marc Allégret
- 1945 The Great Flamarion, regisserad av Anthony Mann
- 1945 Hotel Berlin, regisserad av Peter Godfrey
- 1945 Week-End at the Waldorf, (remake av Grand Hotel) regisserad av Robert Z. Leonard
- 1949 A Woman's Secret, regisserad av Nicholas Ray (byggd på "Inteckning i livet")
- 1950 Le château de verre, regisserad av René Clément
- 1950 La Belle que voilá/Here Is the Beauty, regisserad av Jean-Paul le Chanois (byggd på "Karriär")
- 1951 L'Augille rouge/The Red Needle, regisserad av Emil E. Reinert
- 1951 Verträumte Tage, regisserad av Emil E. Reinert
- 1954 Futures vedettes/Joy of Living/Joy of Loving, regisserad av Marc Allégret
- 1956 Studentin Helene Willfüer, regisserad av Rudolf Jugert
- 1956 Liebe, regisserad av Horst Hächler
- 1959 Menschen im Hotel (remake av Grand Hotel), regisserad av Gottfried Reinhardt
- 1982 Rendezvous in Paris, regisserad av Gabi Kubach (byggd på "Det kan inte männen förstå")
- 1996 Shanghai 1937 (TV-film), regisserad av Peter Patzak